# Лас-Вегас Эйсес
Лас-Вегас Эйсес (англ. Las Vegas Aces) — американский профессиональный женский баскетбольный клуб, выступающий в Западной конференции женской национальной баскетбольной ассоциации (ЖНБА). Клуб базируется в городе Парадайс (штат Невада), свои домашние игры «Эйсес» проводят на «Микелоб Ультра-арене». Команда была основана в Солт-Лейк-Сити (штат Юта) в 1997 году перед началом первого сезона лиги под названием «Юта Старз». В 2002 году команда была вынуждена переехать в Сан-Антонио (штат Техас), где первоначально называлась «Сан-Антонио Силвер Старз», а в 2014 году была переименована в «Сан-Антонио Старз». Наибольших успехов «Старз» добились в сезоне 2008 года, когда клуб единственный раз в своей истории сумел выйти в финал турнира. В 2017 году команда вновь была вынуждена переехать уже в город Парадайс, южный пригород Лас-Вегаса, и сменить не только название, но и франшизу на «Лас-Вегас Эйсес». В сезоне 2020 года «Лас-Вегас» повторил результат «Сан-Антонио», также сумев дойти до финала турнира. Владельцем «Эйсес» является компания MGM Resorts International.
За время существования клуба в нём выступали такие известные баскетболистки, как Эйжа Уилсон, Морайя Джефферсон, Лиз Кэмбидж, Кайла Макбрайд, Энджел Маккатри, Келси Плам, Шугар Роджерс, Дирика Хэмби, Шони Шиммель, Эпифанни Принс и Даниэлла Робинсон.

## История команды

### Юта Старз (1997—2002)
«Юта Старз» была одной из восьми команд-основательниц женской национальной баскетбольной ассоциации. Название клуб получил в честь другой баскетбольной команды, базировавшейся раньше в Солт-Лейк-Сити, «Юта Старз», которая в 1970-х годах выступала в Американской баскетбольной ассоциации (АБА), но в окончание слова «Stars» было добавлено две буквы zz, как у команды НБА «Юта Джаз». Однако старт «Старз» в новой лиге оказался неудачным, команда показала худший результат в сезоне 1997 года, что позволило ей первой выбирать на драфте ВНБА 1998 года. На драфте команда выбрала польскую центровую Марго Дыдек, ставшую самой высокой баскетболисткой в лиге. Несмотря на усиление клуб продолжил показывать невнятную игру и в следующих двух сезонах также завершал чемпионат внизу турнирной таблицы. Прогресс наметился лишь в сезоне 2000 года, когда «Старз» впервые в своей истории закончили сезон с положительным соотношением побед и поражений, однако это не помогло им выйти в плей-офф. Но уже в следующем году клуб впервые принял участие в пост-сезонных играх, где проиграл в первом раунде «Сакраменто Монархс». В 2002 году «Старз» вновь вышли в плей-офф, где в полуфинале Западной конференции обыграли «Хьюстон Кометс» со счётом 2-1, а в финале конференции уступили «Лос-Анджелес Спаркс», которые впоследствии и стали чемпионами ЖНБА.

### Переезд в Сан-Антонио
По окончании сезона 2002 года руководство НБА решило устраниться от клубов ЖНБА и владельцы «Джаз» решили не продолжать финансово поддерживать «Старз». Руководство команды начало искать других местных бизнесменов, которые могли бы купить франшизу, но никто не заинтересовался клубом. Тогда у команды осталось только два варианта, либо искать потенциального инвестора в других городах, либо объявить о банкротстве.
После ряда переговоров Питер Холт, владелец клуба НБА «Сан-Антонио Спёрс» и компании «Spurs Sports & Entertainment», купил команду и перевёз её в Сан-Антонио (штат Техас). На новом месте команда сменила название на «Сан-Антонио Силвер Старз» и цвета на серебряный и чёрный — такие же как у «Спёрс».

### Сан-Антонио Старз (2003—2017)
Сразу после переезда в Сан-Антонио новое руководство клуба кардинально изменило состав команды. Они обменяли свою звезду Натали Уильямс и Коретту Браун в «Индиану Фивер» на Сильвию Кроли и Гвен Джексон. Однако сезоны 2003 и 2004 годов завершились с отрицательным балансом побед и поражений, после чего клуб решил обменять свою последнюю звезду — Марго Дыдек.
После этого менеджмент «Сан-Антонио» пригласил на пост главного тренера бывшего наставника клубов «Шарлотт Стинг» и «Кливленд Рокерс» Дэна Хьюза, который руководил «Старз» одиннадцать из оставшихся тринадцати сезонов в истории команды. Но и при нём «Звёзды» не сразу заиграли, а третий сезон стал ещё хуже двух предыдущих. Всего за первые четыре сезона в Сан-Антонио клубу так ни разу не удалось закончить сезон с положительным балансом побед и она ни разу не вышла в плей-офф в отличие от команды НБА «Сан-Антонио Спёрс». С 1997 по 2002 годы, выступая как «Юта Старз», команда показала результат 87-99. С 2003 по 2006 годы уже как «Сан-Антонио Силвер Старз» её показатели побед и поражений были 41-88.
Однако ещё в сезоне 2006 года с приходом в клуб Софии Янг и Вики Джонсон стали нащупываться первые положительные нити игры, ну а с приходом Бекки Хэммон и Рут Райли клуб окончательно преобразился и превратился в постоянного участника плей-офф, сразу дойдя до финала конференции. Турнир 2008 года стал лучшим в истории франшизы, «Старз» закончили сезон с результатом 24-10, став лучшей командой регулярного чемпионата, затем обыграли команды «Сакраменто Монархс» и «Лос-Анджелес Спаркс», выиграв Западную конференцию и выйдя в финал турнира, где без шансов проиграли команде «Детройт Шок» со счётом 0-3 в серии с общей разницей очков -32. За следующие шесть сезонов клуб пять раз выходил в плей-офф турнира, исключением является сезон 2013 года, в котором лидер команды Бекки Хэммон получила травму уже в первом матче и пропустила весь чемпионат, но уже не проходили в нём дальше первого раунда.
В январе 2014 года команда сменила своё название с «Сан-Антонио Силвер Старз» на «Сан-Антонио Старз». После окончания сезона 2014 года Хэммон завершила игровую карьеру, после чего команда превратилась в главного аутсайдера лиги. В следующих двух сезонах клуб одержал всего 15 побед в 68 матчах, после чего своего поста лишился Дэн Хьюз. Турнир 2017 года в качестве главного тренера «Старз» провела ассистент Хьюза Вики Джонсон, но и она ничего не смогла сделать, команда опять заняла последнее место в первенстве, выиграв лишь 8 игр из 34. К тому же из-за реконструкции «AT&T-центра» сезон 2015 года команде пришлось провести во «Фримен Колизиуме», в результате чего интерес к команде поубавился и она имела худшую посещаемость лиги (4831 в среднем за матч).

### Переезд в Лас-Вегас
После окончания сезона 2017 года владелец «Старз» Spurs Sports & Entertainment выставил франшизу на продажу. 17 октября 2017 года НБА и ЖНБА одобрили сделку о продаже клуба компании MGM Resorts International и его переезд в Парадайс (штат Невада), где начиная с сезона 2018 года клуб должен был выступать на площадке «Мандалай-Бей Эвентс-центр». 11 декабря 2017 года было официально объявлено новое название команды — «Лас-Вегас Эйсес». По результатам драфт-лотереи на драфте 2018 года «Эйсес» получили право первого выбора, под которым «Лас-Вегас» задрафтовал форварда университета Южной Каролины Эйжу Уилсон, а уже в следующем году также первой выбрали защитника университета Нотр-Дам Джеки Янг. Чемпионат 2018 года оказался для «Лас-Вегаса» неудачным, команда заняла последнее место в конференции и не вышла в плей-офф. Однако уже в следующем году «Тузы» дошли до полуфинальной стадии, где уступили будущему победителю, команде «Вашингтон Мистикс» со счётом 1-3 в серии. В сезоне 2020 года «Эйсес» повторили результат «Старз», дойдя до решающей стадии плей-офф, где они также бесславно проиграли клубу «Сиэтл Шторм» со счётом 0-3 в серии с общей разницей очков -59.

## Участия в финалах ЖНБА
Команда «Лас-Вегас Эйсес» принимала участие в трёх финальных сериях ЖНБА, победи в двух из них.
| Сезон | Соперник         | Результат | Счёт                | Место проведения             |
| ----- | ---------------- | --------- | ------------------- | ---------------------------- |
| 2020  | Сиэтл Шторм      | Поражение | 59:92 (0:3 в серии) | Академия IMG, Брейдентон     |
| 2022  | Коннектикут Сан  | Победа    | 78:71 (3:1 в серии) | Мохеган-сан-арена, Анкасвилл |
| 2023  | Нью-Йорк Либерти | Победа    | 70:69 (3:1 в серии) | Барклайс-центр, Нью-Йорк     |

## Протокол сезонов ЖНБА
| Сезон           | Конференция     | Место           | Регулярный чемпионат | Регулярный чемпионат | Регулярный чемпионат | Плей-офф | Тренер                                   | Ссылки                                   |
| Сезон           | Конференция     | Место           | Победы               | Поражения            | Процент              | Плей-офф | Тренер                                   | Ссылки                                   |
| Лас-Вегас Эйсес | Лас-Вегас Эйсес | Лас-Вегас Эйсес | Лас-Вегас Эйсес      | Лас-Вегас Эйсес      | Лас-Вегас Эйсес      | Лас-Вегас Эйсес | Лас-Вегас Эйсес                          | Лас-Вегас Эйсес                          |
| --------------- | --------------- | --------------- | -------------------- | -------------------- | -------------------- | --- | ---------------------------------------- | ---------------------------------------- |
| 2018            | Западная        | 6-е             | 14                   | 20                   | 41,2                 | Не квалифицировалась в плей-офф | Билл Лэймбир                             | [ 12 ]                                   |
| 2019            | Западная        | 2-е             | 21                   | 13                   | 61,8                 | Выиграла во втором раунде у «Скай» со счётом 93:92 Проиграла в полуфинале «Мистикс» со счётом 1:3                                         | Билл Лэймбир                             | [ 13 ]                                   |
| 2020            | Западная        | 1-е             | 18                   | 4                    | 81,8                 | Выиграла в полуфинале у «Сан» со счётом 3:2 Проиграла в финале «Шторм» со счётом 0:3                                                      | Билл Лэймбир                             | [ 14 ]                                   |
| 2021            | Западная        | 1-е             | 24                   | 8                    | 75,0                 | Проиграла в полуфинале «Меркури» со счётом 2:3                                                                                            | Билл Лэймбир                             | [ 15 ]                                   |
| 2022            | Западная        | 1-е             | 26                   | 10                   | 72,2                 | Выиграла в первом раунде у «Меркури» со счётом 2:0 Выиграла в полуфинале у «Шторм» со счётом 3:1 Выиграла в финале у «Сан» со счётом 3:1  | Бекки Хэммон                             | [ 16 ]                                   |
| 2023            | Западная        | 1-е             | 34                   | 6                    | 85,0                 | Выиграла в первом раунде у «Скай» со счётом 2:0 Выиграла в полуфинале у «Уингз» со счётом 3:0 Выиграла в финале у «Либерти» со счётом 3:1 | Бекки Хэммон                             | [ 17 ]                                   |
| Лас-Вегас Эйсес |                 |                 |                      |                      |                      | |                                          |                                          |
| 2024            | Западная        | 2-е             | 27                   | 13                   | 67,5                 | Выиграла в первом раунде у «Шторм» со счётом 2:0 Проиграла в полуфинале «Либерти» со счётом 1:3                                           | Бекки Хэммон                             | [ 18 ]                                   |
| Регулярки       | Регулярки       | Регулярки       | 164                  | 74                   | 68,9                 | 4 титула победителя Западной конференции                                                                                                  | 4 титула победителя Западной конференции | 4 титула победителя Западной конференции |
| Плей-офф        | Плей-офф        | Плей-офф        | 26                   | 17                   | 60,5                 | 2 титула победителя турнира женской НБА                                                                                                   | 2 титула победителя турнира женской НБА  | 2 титула победителя турнира женской НБА  |

## Статистика игроков
| Сезоны | Лучшие игроки команды по пяти главным статистическим показателям | Лучшие игроки команды по пяти главным статистическим показателям | Лучшие игроки команды по пяти главным статистическим показателям | Лучшие игроки команды по пяти главным статистическим показателям | Лучшие игроки команды по пяти главным статистическим показателям | Ссылки |
| Сезоны | PPG                                                              | RPG                                                              | APG                                                              | SPG                                                              | BPG                                                              | Ссылки |
| ------ | ---------------------------------------------------------------- | ---------------------------------------------------------------- | ---------------------------------------------------------------- | ---------------------------------------------------------------- | ---------------------------------------------------------------- | ------ |
| 2018   | Эйжа Уилсон (20,7)                                               | Эйжа Уилсон (8,0)                                                | Келси Плам (4,0)                                                 | Кайла Макбрайд (1,1)                                             | Эйжа Уилсон (1,7)                                                | [ 12 ] |
| 2019   | Эйжа Уилсон (16,5)                                               | Лиз Кэмбидж (8,2)                                                | Джеки Янг (4,5)                                                  | Кайла Макбрайд (1,2)                                             | Эйжа Уилсон (1,7)                                                | [ 13 ] |
| 2020   | Эйжа Уилсон (20,5)                                               | Эйжа Уилсон (8,5)                                                | Даниэлла Робинсон (3,2)                                          | Дирика Хэмби (1,7)                                               | Эйжа Уилсон (2,0)[a]                                             | [ 14 ] |
| 2021   | Эйжа Уилсон (18,3)                                               | Эйжа Уилсон (9,3)                                                | Челси Грей (5,9)                                                 | Челси Грей (1,2)                                                 | Лиз Кэмбидж (1,6)                                                | [ 15 ] |
| 2022   | Келси Плам (20,2)                                                | Эйжа Уилсон (9,4)                                                | Челси Грей (6,1)                                                 | Челси Грей (1,6)                                                 | Эйжа Уилсон (1,9)                                                | [ 16 ] |
| 2023   | Эйжа Уилсон (22,8)                                               | Эйжа Уилсон (9,5)                                                | Челси Грей (7,3)                                                 | Кэндис Паркер (1,5)                                              | Эйжа Уилсон (2,2)                                                | [ 17 ] |
| 2024   | Эйжа Уилсон (26,9)                                               | Эйжа Уилсон (11,9)                                               | Джеки Янг (5,3)                                                  | Эйжа Уилсон (1,8)                                                | Эйжа Уилсон (2,6)                                                | [ 18 ] |

- a  Жирным шрифтом выделен игрок, который выиграл в этом сезоне ту или иную номинацию.

## Текущий состав команды
| \| Поз. \| № \| Гражд. \| Имя \| Дата рождения (возраст) \| Рост \| Вес \| Звание \| \| ---- \| -- \| ------ \| ---------------- \| -------------------------- \| ------ \| ----- \| ------ \| \| З \| 0 \| \| Джеки Янг \| 16 сентября 1997 (27 лет) \| 183 см \| 75 кг \| \| \| З \| 1 \| \| Кирстен Белл \| 16 марта 2000 (25 лет) \| 185 см \| 80 кг \| \| \| З \| 3 \| \| Тиффани Митчелл \| 23 сентября 1994 (30 лет) \| 175 см \| 76 кг \| \| \| З/Ф \| 8 \| \| Кристал Брэдфорд \| 1 ноября 1993 (31 год) \| 183 см \| 77 кг \| \| \| З \| 11 \| \| Дейна Эванс \| 1 августа 1998 (26 лет) \| 168 см \| 65 кг \| \| \| З \| 12 \| \| Челси Грей \| 8 октября 1992 (32 года) \| 180 см \| 77 кг \| \| \| З/Ф \| 13 \| \| Алия Най \| 14 августа 2002 (22 года) \| 183 см \| \| \| \| Ц \| 17 \| \| Меган Густафсон \| 13 декабря 1996 (28 лет) \| 193 см \| 88 кг \| \| \| Ф/Ц \| 22 \| \| Эйжа Уилсон \| 8 августа 1996 (28 лет) \| 193 см \| 88 кг \| \| \| З \| 24 \| \| Джуэл Лойд \| 5 октября 1993 (31 год) \| 180 см \| 79 кг \| \| \| Ф \| 32 \| \| Шайенн Паркер \| 22 августа 1992 (32 года) \| 193 см \| 87 кг \| \| \| Ц \| 33 \| \| Элизабет Китли \| 17 сентября 2001 (23 года) \| 198 см \| 88 кг \| \| \| Ц \| 41 \| \| Киа Стоукс \| 30 марта 1993 (32 года) \| 190 см \| 86 кг \| \| | Главный тренер - Бекки Хэммон Ассистенты тренера - Тайрон Эллис - Ларри Льюис - Шарлин Томас-Суинсон - Брайсон Крир Легенда - (К) — Капитан команды Последнее изменение: 19 мая 2025 года |          |                  |                            |        |       |        |
| Поз. | № | Гражд.   | Имя              | Дата рождения (возраст)    | Рост   | Вес   | Звание |
| З | 0 | Флаг США | Джеки Янг        | 16 сентября 1997 (27 лет)  | 183 см | 75 кг |        |
| З | 1 | Флаг США | Кирстен Белл     | 16 марта 2000 (25 лет)     | 185 см | 80 кг |        |
| З | 3 | Флаг США | Тиффани Митчелл  | 23 сентября 1994 (30 лет)  | 175 см | 76 кг |        |
| З/Ф | 8 | Флаг США | Кристал Брэдфорд | 1 ноября 1993 (31 год)     | 183 см | 77 кг |        |
| З | 11 | Флаг США | Дейна Эванс      | 1 августа 1998 (26 лет)    | 168 см | 65 кг |        |
| З | 12 | Флаг США | Челси Грей       | 8 октября 1992 (32 года)   | 180 см | 77 кг |        |
| З/Ф | 13 | Флаг США | Алия Най         | 14 августа 2002 (22 года)  | 183 см |       |        |
| Ц | 17 | Флаг США | Меган Густафсон  | 13 декабря 1996 (28 лет)   | 193 см | 88 кг |        |
| Ф/Ц | 22 | Флаг США | Эйжа Уилсон      | 8 августа 1996 (28 лет)    | 193 см | 88 кг |        |
| З | 24 | Флаг США | Джуэл Лойд       | 5 октября 1993 (31 год)    | 180 см | 79 кг |        |
| Ф | 32 | Флаг США | Шайенн Паркер    | 22 августа 1992 (32 года)  | 193 см | 87 кг |        |
| Ц | 33 | Флаг США | Элизабет Китли   | 17 сентября 2001 (23 года) | 198 см | 88 кг |        |
| Ц | 41 | Флаг США | Киа Стоукс       | 30 марта 1993 (32 года)    | 190 см | 86 кг |        |

## Главные тренеры
| Тренер       | Сезоны     | Победы и поражения (процент) | Победы и поражения (процент) | Ссылки |
| Тренер       | Сезоны     | Регулярка                    | Плей-офф                     | Ссылки |
| ------------ | ---------- | ---------------------------- | ---------------------------- | ------ |
| Билл Лэймбир | 2018—2021  | 77-45 (63,1)                 | 7-11 (38,9)                  | [ 19 ] |
| Бекки Хэммон | 2022—н. в. | 87-29 (75,0)                 | 19-6 (76,0)                  | [ 20 ] |
| Всего        |            | 164-74 (68,9)                | 26-17 (60,5)                 |        |

## Владельцы команды
- MGM Resorts International (2017—2021)
- Марк Дэвис (2021—н.в.)

## Генеральные менеджеры
- Билл Лэймбир (2018)
- Дэн Падовер (2019—2021)
- Натали Уильямс (2022—н.в.)

## Индивидуальные и командные награды
| Награды                     | Игроки, тренеры и сезоны                                                               | Ссылки              |
| --------------------------- | -------------------------------------------------------------------------------------- | ------------------- |
| Чемпионка ЖНБА              | 2 (2022 и 2023)                                                                        | [ 21 ]              |
| Финал ЖНБА                  | 3 (2020, 2022 и 2023)                                                                  | [ 9 ] [ 10 ] [ 11 ] |
| Плей-офф ЖНБА               | 6 (2019, 2020, 2021, 2022, 2023 и 2024)                                                |                     |
| MVP ЖНБА                    | Эйжа Уилсон (2020, 2022 и 2024)                                                        | [ 22 ]              |
| MVP финала ЖНБА             | Челси Грей (2022), Эйжа Уилсон (2023)                                                  | [ 23 ]              |
| MVP ASG ЖНБА                | Келси Плам (2022)                                                                      | [ 24 ]              |
| Лучший игрок обороны        | Эйжа Уилсон (2022 и 2023)                                                              | [ 25 ]              |
| Самый прогрессирующий игрок | Джеки Янг (2022)                                                                       | [ 26 ]              |
| Спортивное поведение        | нет                                                                                    | [ 27 ]              |
| Лучший шестой игрок         | Дирика Хэмби (2019 и 2020), Келси Плам (2021), Алиша Кларк (2023), Тиффани Хейз (2024) | [ 28 ]              |
| Лидерские качества          | Эйжа Уилсон (2024)                                                                     | [ 29 ]              |
| Лучший новичок              | Эйжа Уилсон (2018)                                                                     | [ 30 ]              |
| Лучший тренер               | Бекки Хэммон (2022)                                                                    | [ 31 ]              |
| Лучший менеджер             | Дэн Падовер (2020 и 2021)                                                              | [ 32 ]              |

## Известные игроки
- Линдсей Аллен
- Сиерра Бердик
- Келси Боун
- Морайя Джефферсон
- Сидни Колсон
- Ниа Коффи
- Лиз Кэмбидж
- Кайла Макбрайд
- Энджел Маккатри
- Келси Плам
- Эпифанни Принс
- Даниэлла Робинсон
- Шугар Роджерс
- Кэролин Суордс
- Эйжа Уилсон
- Секвойя Холмс
- Дирика Хэмби
- Шони Шиммель
- Джеки Янг
- Тамера Янг

## Участники матчей всех звёзд

Логотип клуба в 2018—2023 годах

| Год  | Участники матчей всех звёзд                                        | Участники матчей всех звёзд                                        |
| Год  | Стартовый состав                                                   | Резервный состав                                                   |
| ---- | ------------------------------------------------------------------ | ------------------------------------------------------------------ |
| 2018 |                                                                    | Кайла Макбрайд и Эйжа Уилсон                                       |
| 2019 | Кайла Макбрайд, Лиз Кэмбидж и Эйжа Уилсон                          |                                                                    |
| 2020 | Игра не состоялась из-за проведения летних Олимпийских игр в Токио | Игра не состоялась из-за проведения летних Олимпийских игр в Токио |
| 2021 | Эйжа Уилсон                                                        | Челси Грей, Дирика Хэмби и Лиз Кэмбидж                             |
| 2022 | Келси Плам, Эйжа Уилсон и Джеки Янг                                | Дирика Хэмби                                                       |
| 2023 | Эйжа Уилсон, Джеки Янг и Челси Грей                                | Келси Плам                                                         |
| 2024 | Эйжа Уилсон и Челси Грей                                           | Келси Плам и Джеки Янг                                             |